# Żelisławki
Żelisławki (niem. Senslau) – osada w Polsce położona w województwie pomorskim, powiecie gdańskim, gminie Pszczółki na trasie zlikwidowanej linii kolejowej Pszczółki-Skarszewy-Kościerzyna, w miejsce której w sierpniu 2010 otwarto ścieżkę rowerową z Pszczółek, tzw. Cysterski Trakt Rowerowy. Transport publiczny obsługuje linia autobusowa 3 Pszczółki - Sobowidz.
W latach 1945–1975 miejscowość administracyjnie należała do tzw. dużego województwa gdańskiego, a w latach 1975-1998 do tzw. małego województwa gdańskiego.

## Historia
Pierwsza wzmianka o wsi pochodzi z 1292, kiedy nadana została rycerzowi Żelisławowi za zasługi wojenne. W latach 1773–1918 Żelisławki podlegały administracji zaboru pruskiego, a w 1919 znalazły się na terenie Wolnego Miasta Gdańska. 1 września 1939 zostały włączone do III Rzeszy. Wiosną 1945 roku Żelisławki znalazły się ponownie w Polsce. W dniu 1 lipca 2001 w Żelisławkach ustanowiono parafię kościoła rzymskokatolickiego dla wsi Żelisławki, Ulkowy i Rębielcz. Przed wybudowaniem kościoła w latach 2001-2003, nabożeństwa odprawiano w dawnej oranżerii pałacowej, przystosowanej do pełnienia funkcji kaplicy. Obecnie parafia należy do dekanatu Pruszcz Gdański w archidiecezji gdańskiej.
W październiku 2010 w miejscowości otwarto świetlicę wiejską.
W roku 2018 wprowadzono nazwy ulic w miejscowości (ul. Pałacowa, ul. Rycerska, ul. św. Wojciecha, ul. Zaciszna, ul. Leśna, ul. Wspólna).
W 2000 zamknięto przebiegająca przez miejscowość linię kolejową Pszczółki - Kościerzyna, a w 2009 na jej miejscu zbudowano drogę rowerową do Pszczółek. Odcinek łączący Sobowidz z Żelisławkami otwarto 16 sierpnia 2019.

## Zabytki
Według rejestru zabytków NID na listę zabytków wpisany jest zespół pałacowy i folwarczny, nr rej.: 744 z 25.04.1977:
- pałac z 1830
- park
- folwark z XIX/XX w.: spichrz, gorzelnia, wozownia, budynek zarządcy.

Klasycystyczny pałac z narożną, czterokondygnacyjną wieżą jest siedzibą lokalnej placówki Instytutu Uprawy, Nawożenia i Gleboznawstwa w Puławach. Wewnątrz zachowały się nieliczne kominki, piece kaflowe, plafony oraz oryginalna klatka schodowa z tralkami. Obiekt otoczony jest parkiem krajobrazowym z przełomu XIX i XX wieku. Zachował się także kompleks budynków dawnej gorzelni z 1912. Po przeciwnej stronie drogi znajduje się lapidarium kamieni granicznych i nagrobnych, powstałe staraniem Kazimierza Kowalkowskiego.